# 嵬名阿吴
嵬名阿吴，西夏将领，党项族，嵬名氏。
夏崇宗天仪治平二年（1087年）七月，国相梁乙逋派遣他率兵入青唐（今青海西宁市），约吐蕃首领阿里骨等共举兵侵攻宋朝，谋取熙河，阿里骨许诺以兵相应。天祐民安五年（1094年），国相梁乙逋依仗一门二后，独专国政，潜谋篡权，他与大臣仁多保忠等提前得知其谋，集兵讨杀，并灭其家。